# ألميلو
ألميلو Almelo  هي بلدية ومدينة بمقاطعة أوفرآيسل شرق هولندا في تفنته ويبلغ عدد سكانها 72 ألف نسمة. ومساحة المدينة 69 كلم مربع. بنيت المدينة سنة 1394م. ولهذه المدينة نادي كرة يلعب في الدوري الهولندي الممتاز وهو نادي هيراكليز ألميلو.

## طوبوغرافيا
خريطة طوبوغرافية هولندية لبلدية ألميلو، سبتمبر 2014، (تقرأ بعد ثلاث نقرات على الخريطة).

## معرض صور

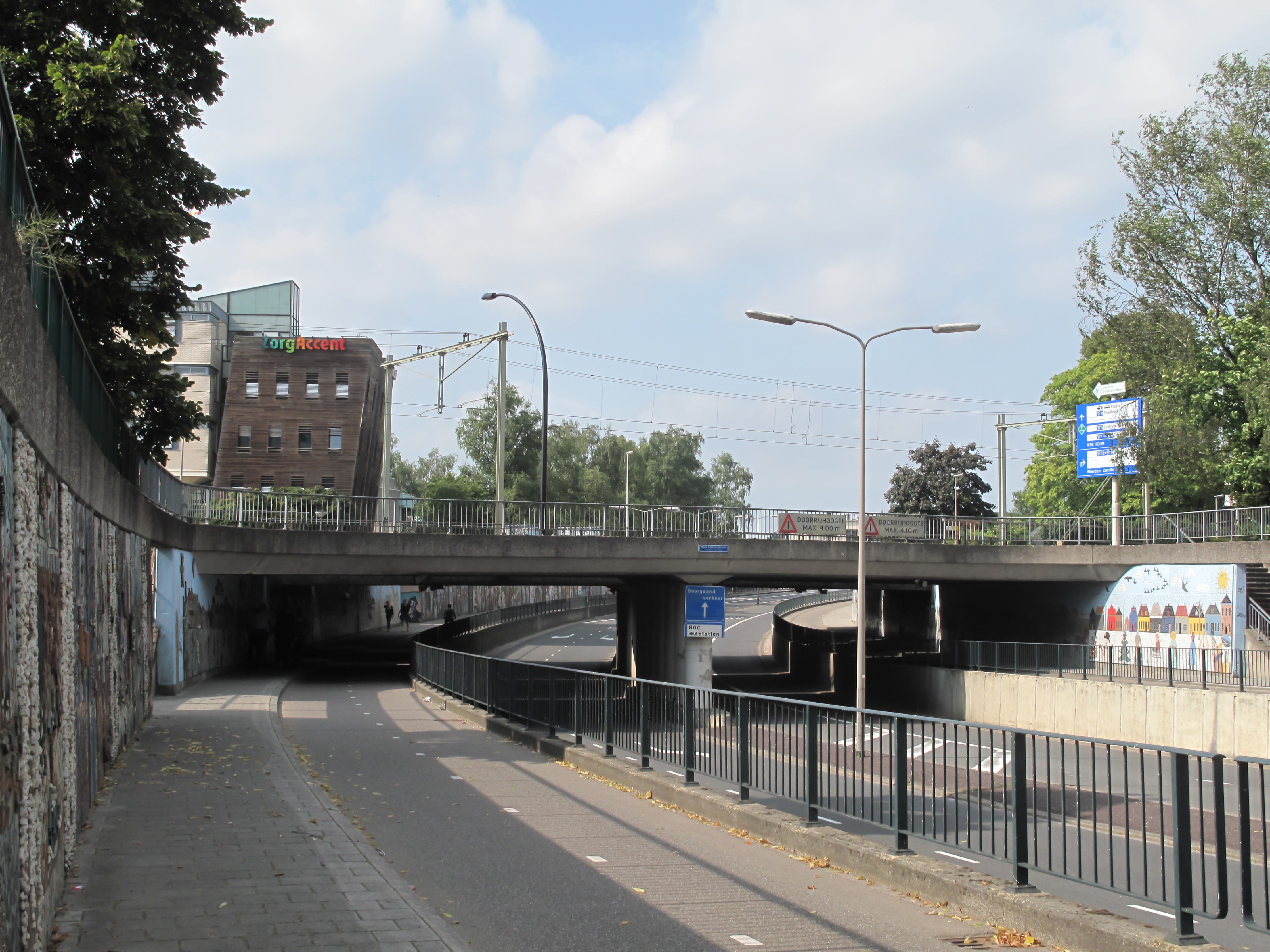
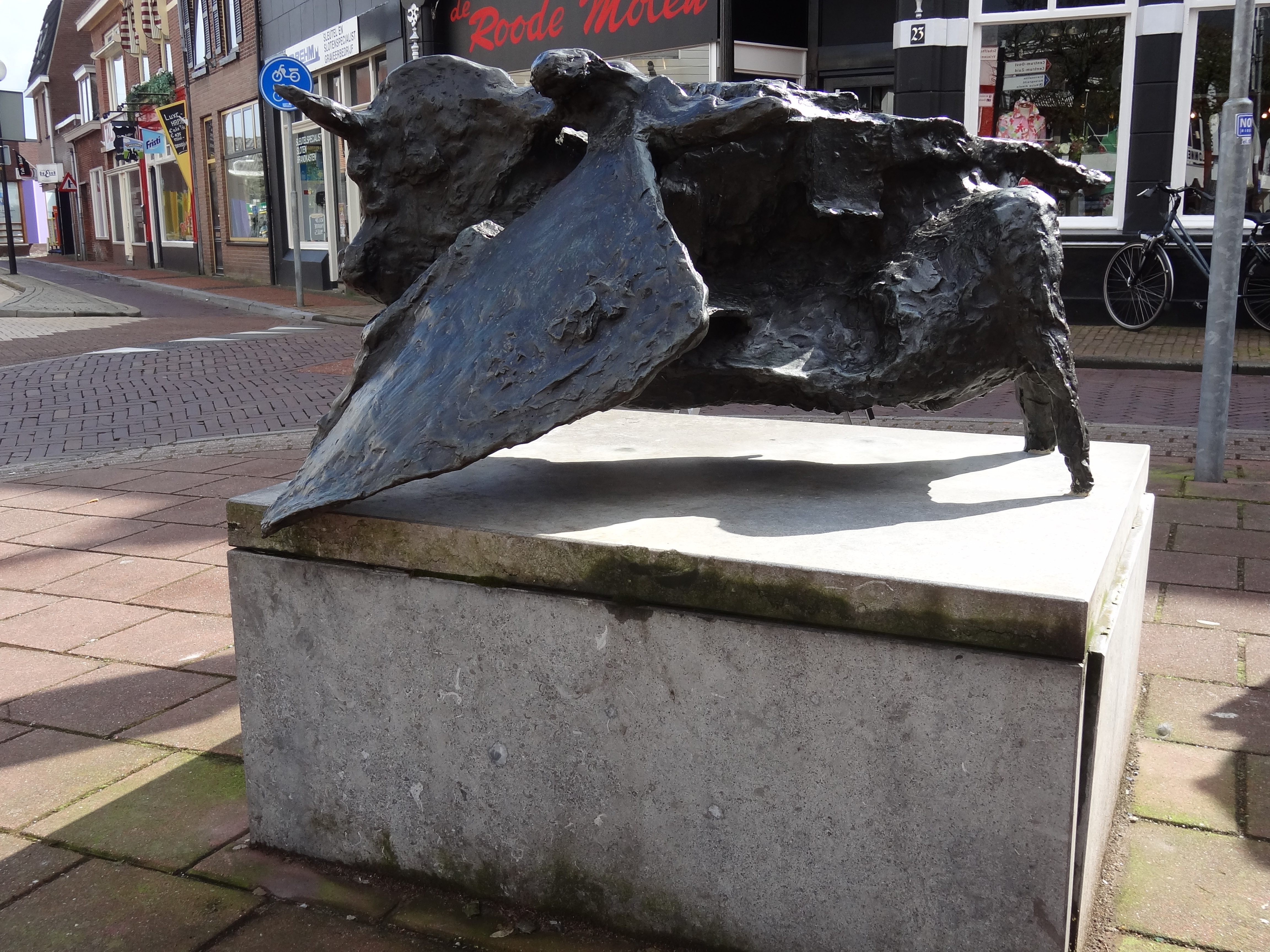
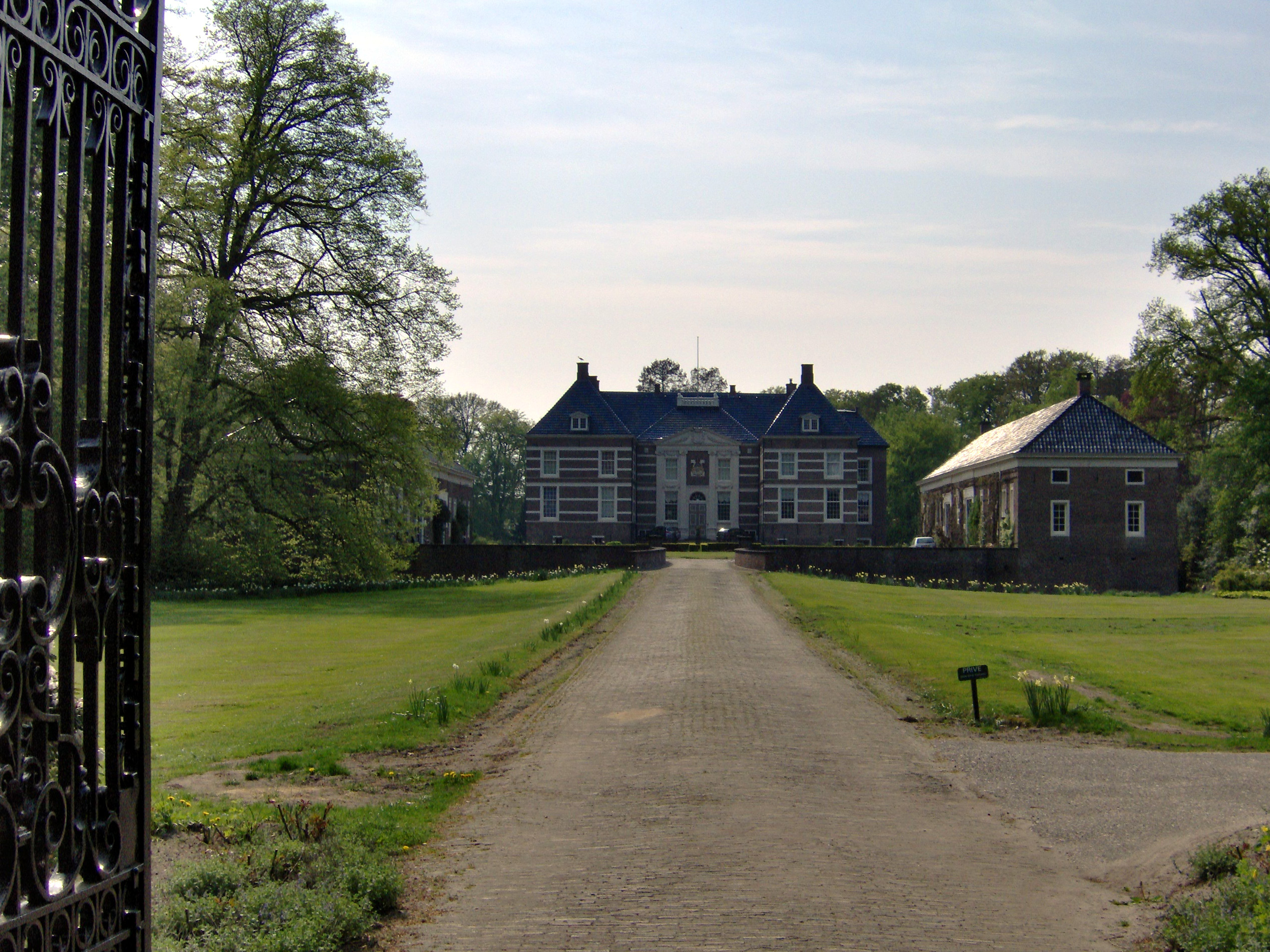
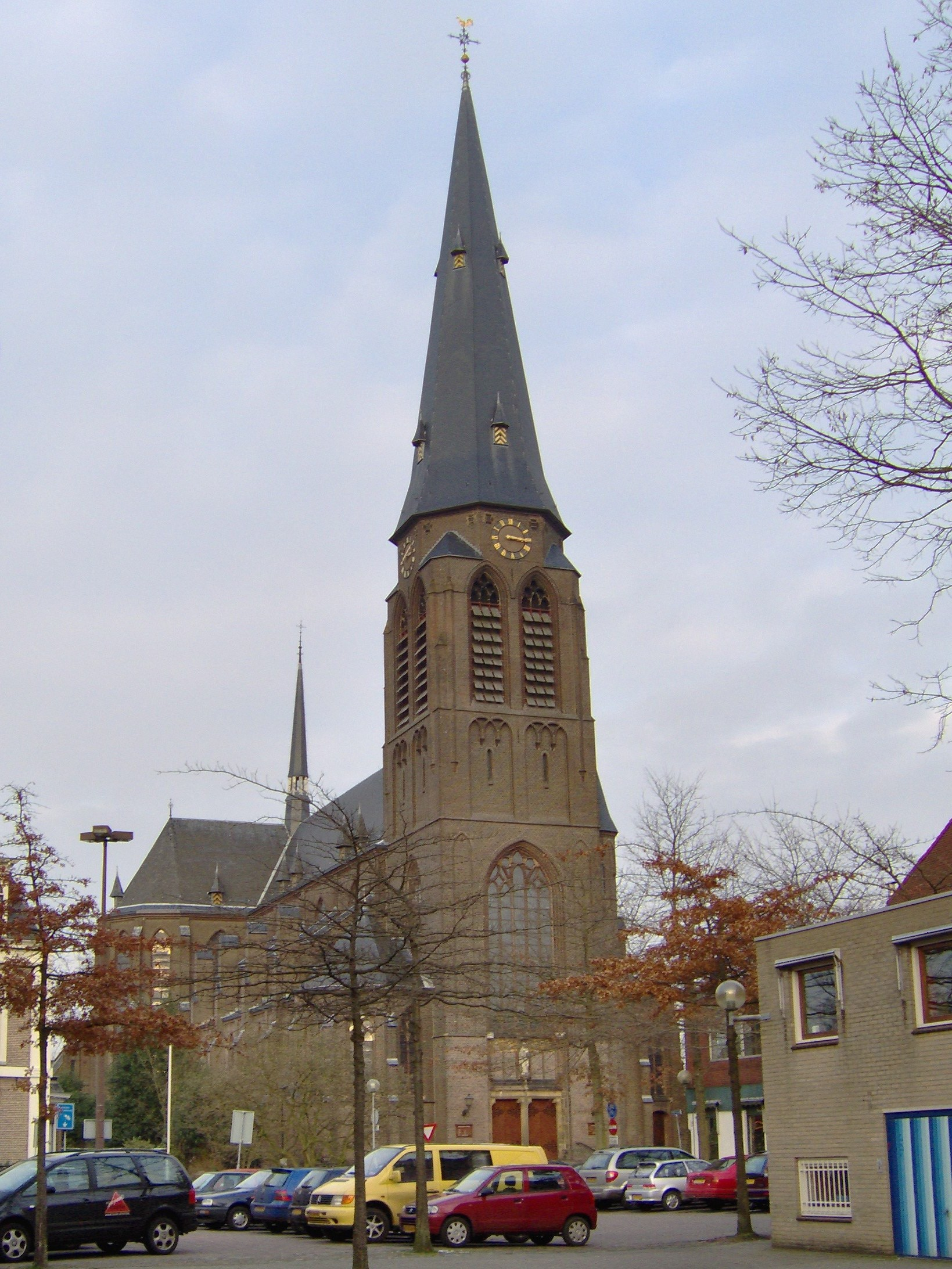
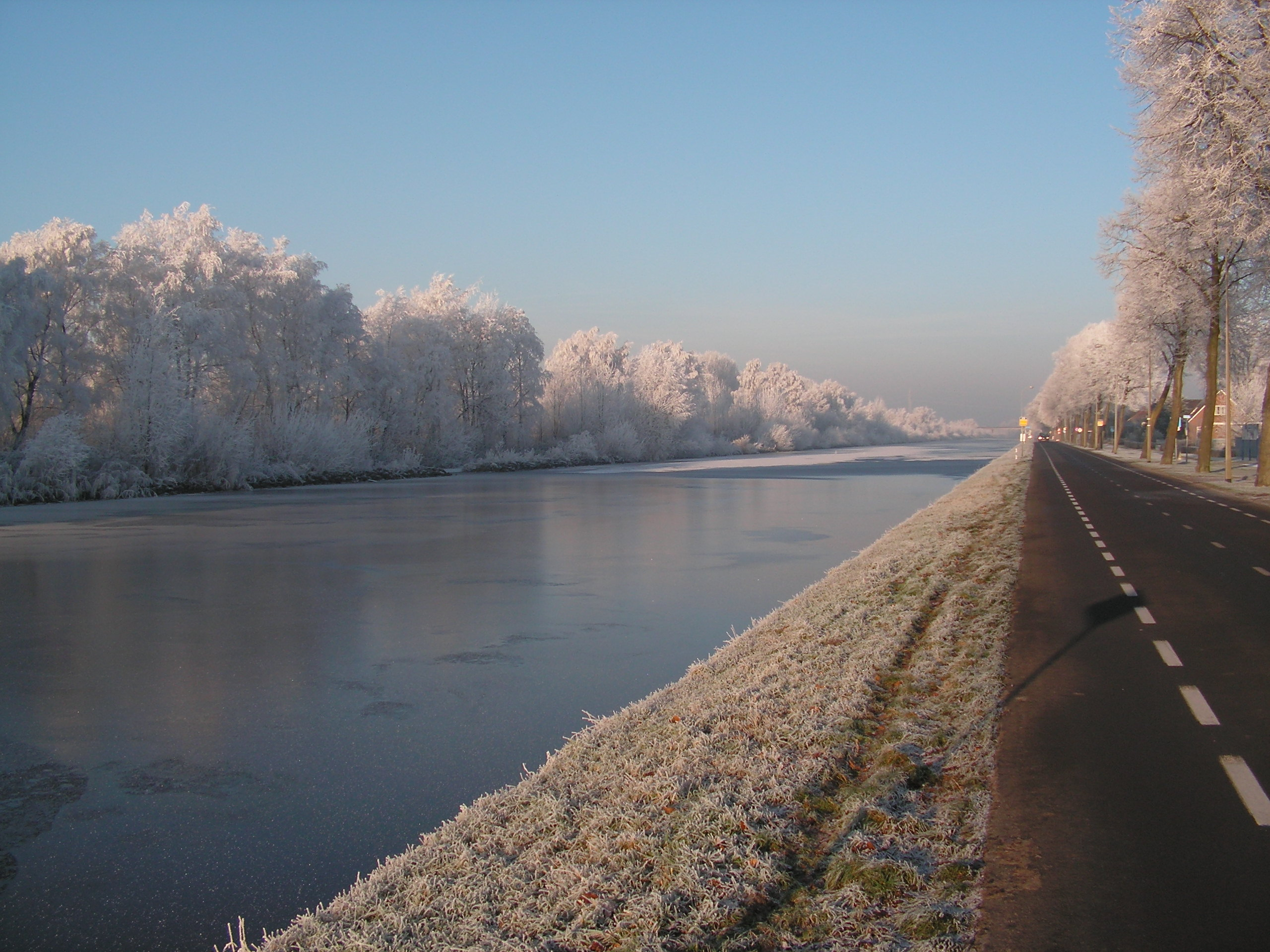

## توأمة
لألميلو اتفاقيات توأمة مع:
- إزرلون

## أعلام
- أنوك ديكر
- كيا بومان
- أرنولد بروغينك
- فاوت براما
- عذراء أكين